# 寒溪神社遺跡
24°36′31″N 121°41′14″E / 24.608664°N 121.687116°E
寒溪神社遺跡，是位於臺灣宜蘭縣大同鄉寒溪村、寒溪國小山坡後的神社遺跡，列為宜蘭縣文化資產古蹟類。

## 歷史
為泰雅族部落的寒溪村昔日是太平山林場重要的輸送路徑，因此日本政府派軍駐守。今為寒溪國小的寒溪蕃童教育所在1914年1月14日設立，教師甚至是寒溪駐在所警察兼任。
1932年8月，日人調動寒溪、古魯、小南、四方林、大元五社原住民於駐在所、學校後方山坡興建寒溪祠，次年1933年8月11日上午舉行鎮座式，由駐警兼任神職人員。當時日本政府將之劃分為蘇澳郡蕃地社祠，日文名為「カンケイ祠」。因社格較低以「祠」為名，當地人俗稱「寒溪神社」。建此神社時，為削弱原住民戰力，日本人將原住民獵槍沒收，於神社右側立一座寫著「銃獵の廢」的石碑。次年，神社增設兩門砲，監視部落動態。
神社祭祀天照大神與北白川宮能久親王，每年8月11日舉行收穫報告祭、10月28日為臺灣神宮例祭日，寒溪村耆老薛松林回憶幼時會參加神社祭祀。
戒嚴時期寒溪村被列為山地管制區，寒溪祠乏人管理而荒廢。戰後，寒溪的泰雅族曾經挖掘「銃獵の廢」石碑周邊，企圖找出當年被沒收的獵槍，一無所獲。1983年，寒溪國小校長林光輝在神社附近尋回一門古砲，移往縣史館典藏，後來居民又在社區草叢中找到另一門古砲，置於寒溪天主堂旁，作為社區入口意象，但被人竊走。2000年報導大同鄉長李玉蕙近日到寒溪村會勘工程，在新光巷和寒溪巷交會處的雜草堆中發現一片有石碑、房子、樓梯等建築物，向附近居民打聽，才知是神社。當地議員簡海樹曾建議應予重建，包括神社、洗手台、階梯及護欄等，另再設置解說牌、涼亭等。2007年，寒溪國小學童以此日本神社為題，結合泰雅族的彩虹橋傳說製作介紹網頁，獲得臺灣學校網界博覽會特別獎。
2012年7月30日，縣政府列為古蹟。

## 建築
寒溪神社配合山坡地形建造，以壘石鋪造，共分成四平台，第一個平台為石造手洗台，第二個平台有兩座御神灯，第三個平台為四座御神灯及石碑兩座，第四個平台即僅存基座的神社本殿。
在神社可以望見寒溪吊橋，若天氣佳還看到蘭陽平原。

## 圖集
- 往第三平台階梯
- 五社誓詞碑
- カンケー方面五社
- 銃獵の廢

## 外部連結
- 地球上的火星人-下巴《寒溪祠》 （页面存档备份，存于）
- Tony的自然人文旅記《寒溪神社》 （页面存档备份，存于）